# Manvel (Dakota del Nord)
Manvel és una població dels Estats Units a l'estat de Dakota del Nord. Segons el cens del 2000 tenia 370 habitants.

## Demografia
Segons el cens del 2000, Manvel tenia 370 habitants, 141 habitatges, i 100 famílies. La densitat de població era de 492,6 hab./km².
Dels 141 habitatges en un 34% hi vivien nens de menys de 18 anys, en un 59,6% hi vivien parelles casades, en un 9,2% dones solteres, i en un 28,4% no eren unitats familiars. En el 22% dels habitatges hi vivien persones soles el 10,6% de les quals corresponia a persones de 65 anys o més que vivien soles. El nombre mitjà de persones vivint en cada habitatge era de 2,62 i el nombre mitjà de persones que vivien en cada família era de 3,14.
Per edats la població es repartia de la següent manera: un 28,6% tenia menys de 18 anys, un 6,2% entre 18 i 24, un 30,5% entre 25 i 44, un 26,2% de 45 a 60 i un 8,4% 65 anys o més.
L'edat mediana era de 35 anys. Per cada 100 dones de 18 o més anys hi havia 104,7 homes.
La renda mediana per habitatge era de 42.083 $ i la renda mediana per família de 48.333 $. Els homes tenien una renda mediana de 34.500 $ mentre que les dones 22.361 $. La renda per capita de la població era de 17.502 $. Entorn de l'1% de les famílies i el 4,3% de la població estaven per davall del llindar de pobresa.

## Poblacions més properes
El següent diagrama mostra les poblacions més properes.